# Grand Prix Cycliste de Québec 2022
Das Straßenradrennen Grand Prix Cycliste de Québec 2022 war die 11. Austragung des kanadischen Eintagesrennens. Das Rennen fand nach zwei Jahren Pause wieder am 9. September 2022 statt und war Teil der UCI WorldTour 2022.

## Teilnehmende Mannschaften und Fahrer
Neben den 18 UCI WorldTeams starteten auch 2 UCI ProTeams sowie eine Auswahl des kanadischen Nationalteams bei dem Rennen. Für jedes Team waren sieben Fahrer startberechtigt.
Mit dem Titelverteidiger Michael Matthews (BikeExchange-Jayco) und Peter Sagan (TotalEnergies) standen zwei ehemalige Sieder des Rennens am Start.
Zu den Favoriten zählten in erster Linie endschnelle Fahrer, die auch mit hügligem Terrain zurecht kamen wie Wout van Aert, Christophe Laporte (Jumbo-Visma), Biniam Girmay (Intermarché-Wanty-Gobert Matériaux), Michael Matthews (BikeExchange-Jayco), Peter Sagan (TotalEnergies), Magnus Cort Nielsen (EF Education-EasyPost), Jasper Stuyven (Trek-Segafredo), Benoît Cosnefroy (AG2R Citroën) und Alex Aranburu (Movistar). Zum erweiterten Favoritenkreis zählten die Bergspezialisten wie Tadej Pogačar (UAE Team Emirates), Geraint Thomas, Daniel Felipe Martínez, Adam Yates (alle Ineos Grenadiers), David Gaudu (Groupama-FDJ), Romain Bardet (DSM) und Jakob Fuglsang (Israel-Premier Tech) sowie die Klassiker-Spezialisten wie Matej Mohorič (Bahrain Victorious), Søren Kragh Andersen (DSM), Neilson Powless (EF Education-EasyPost), Mauro Schmid, Andrea Bagioli (beide Quick-Step Alpha Vinyl), Sep Vanmarcke (Israel-Premier Tech) und Anthony Turgis (TotalEnergies).

## Streckenführung
Die Strecke des Rennens hatte sich im Vergleich zu den Vorjahren nicht verändert und führte entlang des Sankt-Lorenz-Stroms und durch Vieux-Québec. Die Fahrer mussten einen 12,6 Kilometer langen Rundkurs 16-mal befahren und legten so insgesamt 201,6 Kilometer zurück. Gegen Ende jeder Runde folgte der kurze, aber steile Anstieg der Côte de la Montagne (42 m), sowie der Schlussanstieg, der sich in drei Stufen unterteilen ließ (Côte de la Potasse, Monteé de la Fabrique und Grand Allée). Pro Runde wurden 186 Höhenmeter absolviert, womit das Rennen insgesamt 2976 Höhenmeter aufwies.
Der Start und Zielbereich befand sich auf der Grand Allée zwischen dem Parc de la Francophonie und dem Place George-V. Diese stieg leicht an, ehe die Fahrer auf die Avenue Taché abbogen und so in die Abraham-Ebene gelangten, wo sie auf der Avenue Ontario das Musée national des beaux-arts du Québec passierten. Nach rund dreieinhalb Kilometern wurde die Parkanlage verlassen und die Strecke führte zurück auf die Grand Allée. Nun folgte eine schnelle Abfahrt über die Avenue de Laune und die Côte Gilmour. Im Anschluss führte die Strecke für vier Kilometer entlang des Sankt-Lorenz-Stroms bis zur Rue Dalhousie wo die Fahrer bei Kilometer neun auf die Côte de la Montagne abbogen die für 375 Meter mit einem Schnitt von 10 % anstieg. Im Anschluss folgte eine Abfahrt über die Rue des Remparts und Côte de la Canoterie auf die breitere Rue Saint-Vallier Est. Dieser folgten die Fahrer für wenige Meter, ehe die Straße auf der Côte de la Potasse erneut zu steigen begann und in die Rue des Glacis mündete. Dieser Abschnitt wies eine durchschnittliche Steigung von 9 % auf und war 420 Meter lang. Nun ging es vorbei am Capitole de Québec durch das Saint John Gate in die Altstadt von Québec. Die Straße war in diesem Bereich leicht abschüssig, begann kurz darauf jedoch auf der 190 Meter lagen Côte de la Fabrique wieder mit 7 % zu steigen. Vorbei am Rathaus von Québec und der Notre-Dame de Québec ging es zum vorläufig höchsten Punkt, der nach 11,4 Kilometern auf der Rue de Buade erreicht wurde. Die letzten zwei Kilometer führten leicht ansteigend über die Rue du Fort und Rue Saint-Louis, ehe es durch das St. Louis Gate zurück auf die Grand Allée ging, wo sich der Zielstrich befand. Der letzte Kilometer stieg im Schnitt mit 4 % an und verlief zwischen dem Hôtel du Parlement du Québec und der Zitadelle von Québec.
|                       | km   | Länge (m) | Höhe (m) | Ø Steigung |
| --------------------- | ---- | --------- | -------- | ---------- |
| Côte de la Montagne   | 9,3  | 375       | 42       | 10 %       |
| Côte de la Potasse    | 10,7 | 420       | 47       | 9 %        |
| Monteé de la Fabrique | 11,4 | 190       | 47       | 7 %        |
| Grand Allée           | 12,3 | 1000      | 91       | 4 %        |

## Rennverlauf und Ergebnis
Auf der ersten Runde kam es zu den ersten Angriffen aus dem Hauptfeld. Es dauerte jedoch bis zur ersten Passage der Côte de la Potasse bis sich eine Fluchtgruppe bildete. In dieser waren Damiano Caruso (Bahrain Victorious), Stan van Tricht (Quick-Step Alpha Vinyl), Sébastien Grignard (Lotto Soudal), Hugo Toumire (Cofidis) und Carson Miles (Kanada) vertreten. Im weiteren Rennverlauf stabilisierte sich der Vorsprung der Spitzengruppe bei rund vier Minuten, während im Hauptfeld die Mannschaften Jumbo-Visma, BikeExchange-Jayco und Intermarché-Wanty-Gobert Matériaux die Nachführarbeit übernahmen. Sechs Runden vor dem Ziel konnte Carson Miles dem Tempo der Spitzengruppe nicht mehr folgen und fiel zurück. Im Hauptfeld wurden nun auch die ersten Fahrer abgehängt, die das Rennen in weiterer Folge aufgaben. Der Vorsprung der Spitzengruppe begann zudem zu schrumpfen.
41 Kilometer vor dem Ziel (4 Runden vor Schluss) griff Quinn Simmons (Trek-Segafredo) auf der Côte de la Montagne an und setzte sich gemeinsam mit Jan Tratnik (Bahrain Victorious), Pascal Eenkhoorn (Jumbo-Visma), Simon Clarke (Israel-Premier Tech) und Andrea Piccolo (EF Education-EasyPost) vom Hauptfeld ab. Die Fünf Fahrer fuhren rasch einen Vorsprung von einer Minute auf das Hauptfeld heraus und schlossen 29 Kilometer vor dem Ziel zu der Spitzengruppe auf. Die neu formierte Spitzengruppe harmonierte jedoch nicht gut und so wurden sie von dem mittlerweile stark reduzierten Hauptfeld auf der vorletzten Runde, 23 Kilometer vor dem Ziel, gestellt. 16 Kilometer vor dem Ziel griff David Gaudu (Groupama-FDJ) auf der Côte de la Montagne an und zog das Hauptfeld in die Länge. Auf den anschließenden Anstiegen der Côte de la Potasse und Monteé de la Fabrique gingen Lücken auf und so überquerten mehrere kleine Gruppen den Zielstrich auf der Grand Allée. Zu Beginn der letzten Runde formierte sich eine große Spitzengruppe, in der auch Wout van Aert und Christophe Laporte (beide Jumbo-Visma) vertreten waren. Die Gruppe wurde jedoch rund 10 Kilometer vor dem Ziel wieder gestellt. Einzig Neilson Powless (EF Education-EasyPost), Mikkel Frølich Honoré (Quick-Step Alpha Vinyl), Michael Storer (Groupama-FDJ) und Nathan Van Hooydonck (Jumbo-Visma) hielten sich länger an der Spitze des Rennens, ehe auch sie vor den letzten Anstiegen eingeholt wurden.

Im Anstieg der Côte de la Montagne hielt das Team Jumbo-Visma das Tempo hoch. Im Anschluss ging es zur Côte de la Potasse wo Benoît Cosnefroy (AG2R Citroën) rund 2 Kilometer vor dem Ziel Angriff. Der Franzose konnte innerhalb von kürzester Zeit einen kleinen Vorsprung herausfahren und bestritt im Anschluss auch den Monteé de la Fabrique allein. Mit wenigen Metern Rückstand folgten Christophe Laporte (Jumbo-Visma) und Andrea Bagioli (Quick-Step Alpha Vinyl) sowie das Hauptfeld, dass immer noch in Schlagweite war. Während nun einzelne Fahrer versuchten die Lücke aus dem Hauptfeld heraus zu schließen und zu den beiden Verfolgern aufschlossen, behauptete Benoît Cosnefroy seine Führung und ging allein auf den letzten leicht ansteigenden Kilometer auf der Grand Allée. Das Hauptfeld holte zwar die Ausreißer im Sprint ein, konnte die Lücke zu dem Franzosen jedoch nicht mehr schließen, der sich mit einem Vorsprung von vier Sekunden ins Ziel rettete. Dahinter setzte sich Michael Matthews (BikeExchange-Jayco) im Sprint vor Biniam Girmay (Intermarché-Wanty-Gobert Matériaux) und Wout van Aert durch.
| \| Gesamtwertung \| Gesamtwertung \| Gesamtwertung \| Gesamtwertung \| Gesamtwertung \| \| Fahrer \| Fahrer \| Land \| Team \| Zeit \| \| ------------- \| --------------------- \| ---------------------- \| ---------------------------------- \| --------------- \| \| 1. \| Benoît Cosnefroy \| Frankreich \| AG2R Citroën Team \| 4 h 46 min 56 s \| \| 2. \| Michael Matthews \| Australien \| BikeExchange-Jayco \| + 4 s \| \| 3. \| Biniam Girmay \| Eritrea \| Intermarché-Wanty-Gobert Matériaux \| + 4 s \| \| 4. \| Wout van Aert \| Belgien \| Jumbo-Visma \| + 4 s \| \| 5. \| Iván García Cortina \| Spanien \| Movistar Team \| + 4 s \| \| 6. \| Mikkel Frølich Honoré \| Dänemark \| Quick-Step Alpha Vinyl \| + 4 s \| \| 7. \| Adam Yates \| Vereinigtes Königreich \| Ineos Grenadiers \| + 4 s \| \| 8. \| Alberto Bettiol \| Italien \| EF Education-EasyPost \| + 4 s \| \| 9. \| Diego Ulissi \| Italien \| UAE Team Emirates \| + 4 s \| \| 10. \| Warren Barguil \| Frankreich \| Arkéa-Samsic \| + 4 s \| \| 11. \| Matis Louvel \| Frankreich \| Arkéa-Samsic \| + 4 s \| \| 12. \| Pello Bilbao \| Spanien \| Bahrain Victorious \| + 4 s \| \| 13. \| Greg Van Avermaet \| Belgien \| AG2R Citroën Team \| + 4 s \| \| 14. \| Toms Skujiņš \| Lettland \| Trek-Segafredo \| + 4 s \| \| 15. \| Alexander Kamp \| Dänemark \| Trek-Segafredo \| + 4 s \| \| 16. \| Jan Tratnik \| Slowenien \| Bahrain Victorious \| + 4 s \| \| 17. \| Ruben Guerreiro \| Portugal \| EF Education-EasyPost \| + 4 s \| \| 18. \| Sylvain Moniquet \| Belgien \| Lotto-Soudal \| + 4 s \| \| 19. \| Mauro Schmid \| Schweiz \| Quick-Step Alpha Vinyl \| + 4 s \| \| 20. \| Romain Bardet \| Frankreich \| Team DSM \| + 4 s \| |                       |                        |                                    |                 |
| |                       |                        |                                    |                 |
| Quelle: ProCyclingStats |                       |                        |                                    |                 |
| Gesamtwertung |                       |                        |                                    |                 |
| Fahrer | Fahrer                | Land                   | Team                               | Zeit            |
| 1. | Benoît Cosnefroy      | Frankreich             | AG2R Citroën Team                  | 4 h 46 min 56 s |
| 2. | Michael Matthews      | Australien             | BikeExchange-Jayco                 | + 4 s           |
| 3. | Biniam Girmay         | Eritrea                | Intermarché-Wanty-Gobert Matériaux | + 4 s           |
| 4. | Wout van Aert         | Belgien                | Jumbo-Visma                        | + 4 s           |
| 5. | Iván García Cortina   | Spanien                | Movistar Team                      | + 4 s           |
| 6. | Mikkel Frølich Honoré | Dänemark               | Quick-Step Alpha Vinyl             | + 4 s           |
| 7. | Adam Yates            | Vereinigtes Königreich | Ineos Grenadiers                   | + 4 s           |
| 8. | Alberto Bettiol       | Italien                | EF Education-EasyPost              | + 4 s           |
| 9. | Diego Ulissi          | Italien                | UAE Team Emirates                  | + 4 s           |
| 10. | Warren Barguil        | Frankreich             | Arkéa-Samsic                       | + 4 s           |
| 11. | Matis Louvel          | Frankreich             | Arkéa-Samsic                       | + 4 s           |
| 12. | Pello Bilbao          | Spanien                | Bahrain Victorious                 | + 4 s           |
| 13. | Greg Van Avermaet     | Belgien                | AG2R Citroën Team                  | + 4 s           |
| 14. | Toms Skujiņš          | Lettland               | Trek-Segafredo                     | + 4 s           |
| 15. | Alexander Kamp        | Dänemark               | Trek-Segafredo                     | + 4 s           |
| 16. | Jan Tratnik           | Slowenien              | Bahrain Victorious                 | + 4 s           |
| 17. | Ruben Guerreiro       | Portugal               | EF Education-EasyPost              | + 4 s           |
| 18. | Sylvain Moniquet      | Belgien                | Lotto-Soudal                       | + 4 s           |
| 19. | Mauro Schmid          | Schweiz                | Quick-Step Alpha Vinyl             | + 4 s           |
| 20. | Romain Bardet         | Frankreich             | Team DSM                           | + 4 s           |